# Ånimskogs socken
Ånimskogs socken i Dalsland ingick i Tössbo härad, ingår sedan 1971 i Åmåls kommun och motsvarar från 2016 Ånimskogs distrikt.
Socknens areal är 123,11 kvadratkilometer varav 99,80 land. År 2000 fanns här 493 invånare. Godset och ön Henriksholm, sockenkyrkan Ånimskogs kyrka samt småorten Ånimskog ligger i socknen.   

## Administrativ historik
Socknen har medeltida ursprung.
Vid kommunreformen 1862 övergick socknens ansvar för de kyrkliga frågorna till Ånimskogs församling och för de borgerliga frågorna bildades Ånimskogs landskommun. Landskommunen uppgick 1952 i Tössbo landskommun som 1971 uppgick i Åmåls kommun. Församlingen uppgick 2010 i Åmåls församling.
1 januari 2016 inrättades distriktet Ånimskog, med samma omfattning som församlingen hade 1999/2000.
Socknen har tillhört län, fögderier, tingslag och domsagor enligt vad som beskrivs i artikeln Tössbo härad. De indelta soldaterna tillhörde Västgöta-Dals regemente och Tössbo kompani.

## Geografi
Ånimskogs socken ligger söder om Åmål vid Vänern och kring sjön Ånimmen. Socknen är en starkt kuperad skogsbygd med odlingsbygd i sänkorna och skärgårdsbygd vid Vänernkusten.
I socknen ligger naturreservaten Sörknatten och Yttre Bodane.

## Fornlämningar
Några boplatser och fyra hällkistor från stenåldern har påträffats. Från bronsåldern finns cirka 130 gravrösen. Från järnåldern finns spridda gravar och två fornborgar.
På en kulle en kilometer norr om kyrkan ligger en välbevarad hällkista, omgiven av en kantkedja i sten, något som är vanligt för hällkistor i Dalsland. Hällkistan undersöktes på 1970-talet varvid man påträffade fynd av brända ben, keramikskärvor samt pil- och spjutspetsar i flinta. Hällkistan härrör från senneolitikum.

## Namnet
Namnet skrevs 1325 Odnemä och avsåg då en skog vid sjön Ånimmen och härleds från sjönamnet som har oklar tolkning.

## Befolkningsutveckling
| Befolkningsutvecklingen i Ånimskogs socken 1750–1990                                                    | Befolkningsutvecklingen i Ånimskogs socken 1750–1990 | Befolkningsutvecklingen i Ånimskogs socken 1750–1990 | Befolkningsutvecklingen i Ånimskogs socken 1750–1990 | Befolkningsutvecklingen i Ånimskogs socken 1750–1990 |
| --- | ---------------------------------------------------- | ---------------------------------------------------- | ---------------------------------------------------- | ---------------------------------------------------- |
| |                                                      |                                                      |                                                      |                                                      |
| År |                                                      |                                                      | Folkmängd                                            |                                                      |
| 1750 | 1750                                                 |                                                      | 1 031                                                |                                                      |
| 1760 | 1760                                                 |                                                      | 1 136                                                |                                                      |
| 1769 | 1769                                                 |                                                      | 1 206                                                |                                                      |
| 1780 | 1780                                                 |                                                      | 1 181                                                |                                                      |
| 1790 | 1790                                                 |                                                      | 1 164                                                |                                                      |
| 1800 | 1800                                                 |                                                      | 1 224                                                |                                                      |
| 1810 | 1810                                                 |                                                      | 1 221                                                |                                                      |
| 1820 | 1820                                                 |                                                      | 1 487                                                |                                                      |
| 1830 | 1830                                                 |                                                      | 1 742                                                |                                                      |
| 1840 | 1840                                                 |                                                      | 2 013                                                |                                                      |
| 1850 | 1850                                                 |                                                      | 2 296                                                |                                                      |
| 1860 | 1860                                                 |                                                      | 2 459                                                |                                                      |
| 1870 | 1870                                                 |                                                      | 2 539                                                |                                                      |
| 1880 | 1880                                                 |                                                      | 2 591                                                |                                                      |
| 1890 | 1890                                                 |                                                      | 2 178                                                |                                                      |
| 1900 | 1900                                                 |                                                      | 2 002                                                |                                                      |
| 1910 | 1910                                                 |                                                      | 1 754                                                |                                                      |
| 1920 | 1920                                                 |                                                      | 1 794                                                |                                                      |
| 1930 | 1930                                                 |                                                      | 1 485                                                |                                                      |
| 1940 | 1940                                                 |                                                      | 1 312                                                |                                                      |
| 1950 | 1950                                                 |                                                      | 1 240                                                |                                                      |
| 1960 | 1960                                                 |                                                      | 942                                                  |                                                      |
| 1970 | 1970                                                 |                                                      | 685                                                  |                                                      |
| 1980 | 1980                                                 |                                                      | 581                                                  |                                                      |
| 1990 | 1990                                                 |                                                      | 599                                                  |                                                      |
| Anm: Källor: Umeå universitet - Tabellverket 1749-1859, Demografiska databasen, CEDAR, Umeå universitet |                                                      |                                                      |                                                      |                                                      |